# Мартинсајд RG
Мартинсајд RG (енгл. Martinsyde RG) је ловачки авион направљен у Уједињеном Краљевству. Авион је први пут полетео 1916. године. 

Највећа брзина авиона при хоризонталном лету је износила 212 km/h.
Празан авион је имао масу од 789 kg. Нормална полетна маса износила је око 1026 kg.

## Наоружање
| Наоружање авиона: Мартинсајд   |          |
| Ватрено (стрељачко) наоружање  |          |
| Топ                            |          |
| Митраљез                       |          |
| Број и ознака митраљеза        | 2 Викерс |
| Калибар                        | 7,7      |
| Бомбардерско наоружање (бомбе) |          |
| Ракетно наоружање (ракете)     |          |